# Filip Lichý
Filip Lichý (Banská Bystrica, Eslovaquia, 25 de enero de 2001) es un futbolista eslovaco. Juega de centrocampista y su equipo es el F. K. Dukla Praga de la Liga de Fútbol de la República Checa.

## Trayectoria

### Slovan Bratislava
Lichý fue ascendido al primer equipo del Slovan Bratislava en invierno de 2020. Hizo su debut profesional en la Superliga de Eslovaquia contra el AS Trenčín el 22 de febrero de 2020. Lichý reemplazó a Dávid Holman en el minuto 82 del partido acabó con victoria por 2-0 con goles de Vernon De Marco Morlacchi y Rafael Ratão. 

## Clubes
| Club                         | País            | Año             |
| ---------------------------- | --------------- | --------------- |
| Š. K. Slovan Bratislava      | Eslovaquia      | 2020-actualidad |
| M. F. K. Ružomberok (cedido) | Eslovaquia      | 2022            |
| F. K. Dukla Praga (cedido)   | República Checa | 2024-           |

## Palmarés

### Títulos nacionales
| Título                  | Club                    | País       | Año  |
| ----------------------- | ----------------------- | ---------- | ---- |
| Superliga de Eslovaquia | Š. K. Slovan Bratislava | Eslovaquia | 2020 |
| Copa de Eslovaquia      | Š. K. Slovan Bratislava | Eslovaquia | 2020 |
| Superliga de Eslovaquia | Š. K. Slovan Bratislava | Eslovaquia | 2021 |
| Superliga de Eslovaquia | Š. K. Slovan Bratislava | Eslovaquia | 2023 |
| Superliga de Eslovaquia | Š. K. Slovan Bratislava | Eslovaquia | 2024 |